# 충서로
충서로(Chungseo-ro)는 충청남도 서천군 서천읍 서천사거리와 예산군 예산읍 간양 교차로를 잇는 충청남도의 도로이다.

## 연혁
- 1975년 8월 8일 : 보령군 남포면 옥동리 ~ 웅천면 두룡리 총 2.675km 구간 개통 및 기존 3.12km 구간 폐지, 예산군 응봉면 계정리 ~ 지석리 660m 구간 개통 및 기존 830m 구간 폐지, 서천군 비인면 성내리 ~ 종천면 화산리 총 2.675km 구간 개통 및 기존 3.78km 구간 폐지[1]
- 1987년 5월 26일 : 기존 지정 구간인 주산교(보령군 주산면 야룡리), 광천읍 소재지(홍성군 광천읍 옹암리 ~ 신진리), 예산읍 소재지(예산군 예산읍 주교리 ~ 산성리) 구간 폐지[2]
- 1988년 3월 25일 : 홍성군 구항면 마온리 280m 구간 개통 및 기존 310m 구간 폐지, 홍성군 홍성읍 남장리 160m 구간 개통 및 기존 190m 구간 폐지, 보령군 청소면 죽림리 ~ 재정리 270m 구간 개통 및 기존 340m 구간 폐지[3]
- 1997년 12월 24일 : 홍성군 홍성읍 대교리 ~ 예산군 오산면 역탑리 15.1km 구간 신설 개통, 기존 17.2km 구간 폐지[4]
- 1998년 1월 8일 : 서천군 비인면 관리 ~ 성내리 3.24km 구간 신설 개통, 기존 2.1km 구간 폐지[5]
- 2001년 11월 7일 : 보령시 대천동 ~ 홍성군 광천읍 옹암리 15.45km 구간 확장 개통, 기존 16.2km 구간 폐지[6]
- 2001년 12월 27일 : 보령시 주교면 관창리 ~ 주교리 2.42km 구간 확장 개통, 기존 2.3km 구간 폐지[7]
- 2002년 12월 9일 : 보령시 남포면 옥동리 ~ 주교면 관창리 10.4km 구간을 자동차 전용도로로 지정[8]
- 2005년 12월 31일 : 보령시 화산동 ~ 주교면 관창리 4.24km 구간 확장 개통[9]
- 2009년 8월 25일 : 2개 이상 시·군에 걸쳐 있는 도로로 충서로를 고시[10]

## 주요 경유지
충청남도
- 서천군 (서천읍 - 종천면 - 비인면) - 보령시 (주산면 - 웅천읍 - 남포면 - 대천동 - 주교면 - 주포면 - 청소면) - 홍성군 (광천읍 - 구항면 - 홍성읍 - 금마면 - 홍북면) - 예산군 (응봉면 - 오가면 - 예산읍)

## 노선
- 청록색(■): 자동차 전용도로 구간

| 이름                                 | 접속 노선                                                              | 소재지                                   | 소재지                                                                    | 비고                                         |
| ------------------------------------ | ---------------------------------------------------------------------- | ---------------------------------------- | ------------------------------------------------------------------------- | -------------------------------------------- |
| 서천 교차로                          | 국도 제4호선 국도 제21호선 국도 제77호선 (대백제로) 서천로             | 서천군                                   | 서천읍                                                                    | 국도 제21, 77호선 구간                       |
| 황촌교                               |                                                                        | 서천군                                   | 서천읍                                                                    | 국도 제21, 77호선 구간                       |
| 오산교                               |                                                                        | 서천군                                   | 서천읍                                                                    | 국도 제21, 77호선 구간                       |
| 종천면                               |                                                                        | 서천군                                   |                                                                           | 국도 제21, 77호선 구간                       |
| 산천 교차로                          | 충서로92번길                                                           | 서천군                                   |                                                                           | 국도 제21, 77호선 구간                       |
| 화산 교차로                          | 종천화산길 충서로143번길                                               | 서천군                                   |                                                                           | 국도 제21, 77호선 구간                       |
| 당정 교차로                          | 지방도 제617호선 (장천로) 충서로302번길                                | 서천군                                   | 국도 제21, 77호선 구간 지방도 제617호선 구간                              |                                              |
| 당정천교                             |                                                                        | 서천군                                   | 국도 제21, 77호선 구간 지방도 제617호선 구간                              |                                              |
| 부내 교차로                          | 국도 제21호선 국도 제77호선 (서천 ~ 보령간 도로)                       | 서천군                                   | 국도 제21, 77호선 구간 지방도 제617호선 구간                              |                                              |
| 종천삼거리                           | 지방도 제617호선 (종판로)                                              | 서천군                                   | 지방도 제617호선 구간                                                     |                                              |
| 종천교                               |                                                                        | 서천군                                   |                                                                           |                                              |
| 다사 교차로                          | 국도 제21호선 국도 제77호선 (서천 ~ 보령간 도로)                       | 서천군                                   | 국도 제21, 77호선 구간                                                    |                                              |
| 관리 교차로                          | 국도 제21호선 국도 제77호선 (서천 ~ 보령간 도로)                       | 서천군                                   | 국도 제21, 77호선 구간                                                    | 비인면                                       |
| 장포 교차로                          | 비인로                                                                 | 서천군                                   | 국도 제21, 77호선 구간                                                    | 비인면                                       |
| (이름 없음)                          | 선도길                                                                 | 서천군                                   | 국도 제21, 77호선 구간                                                    | 비인면                                       |
| 성내사거리                           | 지방도 제607호선 (서인로) 비인로                                       | 서천군                                   | 국도 제21, 77호선 구간                                                    | 비인면                                       |
| 성북1 교차로                         | 서인로1243번길                                                         | 서천군                                   | 국도 제21, 77호선 구간                                                    | 비인면                                       |
| 성북교                               |                                                                        | 서천군                                   | 국도 제21, 77호선 구간                                                    | 비인면                                       |
| 성북2 교차로                         | 국도 제21호선 국도 제77호선 (서천 ~ 보령간 도로)                       | 서천군                                   | 국도 제21, 77호선 구간                                                    | 비인면                                       |
| 춘장대 나들목 (춘장대 교차로)        | 15호선 서해안고속도로 국도 제21호선 국도 제77호선 (서천 ~ 보령간 도로) | 서천군                                   |                                                                           | 비인면                                       |
| 신구삼거리                           | 신구유곡로                                                             | 서천군                                   |                                                                           | 비인면                                       |
| 야룡삼거리                           | 만세운동길                                                             | 보령시                                   | 주산면                                                                    | 국도 제21, 77호선 구간                       |
| 주산교                               |                                                                        | 보령시                                   | 주산면                                                                    | 국도 제21, 77호선 구간                       |
| 농협삼거리                           | 만세운동길                                                             | 보령시                                   | 주산면                                                                    | 국도 제21, 77호선 구간                       |
| 금암삼거리                           | 주산벚꽃로                                                             | 보령시                                   | 주산면                                                                    | 국도 제21, 77호선 구간                       |
| 산업단지 교차로                      |                                                                        | 보령시                                   | 주산면                                                                    | 국도 제21, 77호선 구간                       |
| 대창1삼거리                          | 장터중앙길                                                             | 보령시                                   | 웅천읍                                                                    | 국도 제21, 77호선 구간                       |
| 대창2삼거리                          | 장터2길                                                                | 보령시                                   | 웅천읍                                                                    | 국도 제21, 77호선 구간                       |
| 대창사거리                           | 독산로 장터6길                                                         | 보령시                                   | 웅천읍                                                                    | 국도 제21, 77호선 구간                       |
| 대창교                               |                                                                        | 보령시                                   | 웅천읍                                                                    | 국도 제21, 77호선 구간                       |
| 웅천교삼거리                         | 장터중앙길                                                             | 보령시                                   | 웅천읍                                                                    | 국도 제21, 77호선 구간                       |
| 중교                                 |                                                                        | 보령시                                   | 웅천읍                                                                    | 국도 제21, 77호선 구간                       |
| 대천리삼거리                         | 지방도 제606호선 (만수로)                                              | 보령시                                   | 웅천읍                                                                    | 국도 제21, 77호선 구간 지방도 제606호선 구간 |
| 무창포삼거리                         | 지방도 제606호선 (무창포로)                                            | 보령시                                   | 웅천읍                                                                    | 국도 제21, 77호선 구간 지방도 제606호선 구간 |
| 화정교                               |                                                                        | 보령시                                   | 웅천읍                                                                    | 국도 제21, 77호선 구간                       |
| 두룡2 교차로                         |                                                                        | 보령시                                   | 웅천읍                                                                    | 국도 제21, 77호선 구간                       |
| 두명2교                              |                                                                        | 보령시                                   | 웅천읍                                                                    | 국도 제21, 77호선 구간                       |
| 두룡1 교차로                         |                                                                        | 보령시                                   | 웅천읍                                                                    | 국도 제21, 77호선 구간                       |
| 충혼탑 교차로                        |                                                                        | 보령시                                   | 웅천읍                                                                    | 국도 제21, 77호선 구간                       |
| 사현 교차로                          | 국도 제21호선 국도 제77호선 (서천 ~ 보령간 도로)                       | 보령시                                   | 웅천읍                                                                    | 국도 제21, 77호선 구간                       |
| 사현 교차로                          | 국도 제21호선 국도 제77호선 (서천 ~ 보령간 도로)                       | 보령시                                   | 남포면                                                                    | 국도 제21, 77호선 구간                       |
| 읍내삼거리                           | 월전로                                                                 | 보령시                                   |                                                                           |                                              |
| 남포 교차로 (남포삼거리)             | 국도 제21호선 국도 제77호선 (서천 ~ 보령간 도로) 보령남로              | 보령시                                   | 국도 제21, 77호선 구간                                                    |                                              |
| 창동교                               |                                                                        | 보령시                                   | 국도 제21, 77호선 구간                                                    |                                              |
| 홍덕교                               |                                                                        | 보령시                                   | 국도 제21, 77호선 구간                                                    |                                              |
| 대천동                               |                                                                        | 보령시                                   | 국도 제21, 77호선 구간                                                    |                                              |
| 명천교 옥마교                        |                                                                        | 보령시                                   | 국도 제21, 77호선 구간                                                    |                                              |
| 명천 교차로                          | 국도 제40호선 (성주산로)                                               | 보령시                                   | 국도 제21, 40, 77호선 구간                                                |                                              |
| 명천1교 명암교 평산교 한내교 화산1교 |                                                                        | 보령시                                   | 국도 제21, 40, 77호선 구간                                                |                                              |
| 화산 교차로                          | 국도 제36호선 국도 제77호선 (대청로)                                   | 보령시                                   | 국도 제21, 40, 77호선 구간                                                |                                              |
| 대천천교                             |                                                                        | 보령시                                   | 국도 제21, 40호선 구간                                                    |                                              |
| 봉황터널                             |                                                                        | 보령시                                   | 국도 제21, 40호선 구간 연장 1,181m                                        |                                              |
| 봉황터널                             | 주교면                                                                 | 보령시                                   | 국도 제21, 40호선 구간 연장 1,181m                                        |                                              |
| 신대1교                              |                                                                        | 보령시                                   | 국도 제21, 40호선 구간                                                    |                                              |
| 신대2교                              | 신대2길                                                                | 보령시                                   | 국도 제21, 40호선 구간                                                    |                                              |
| 관창 교차로                          | 보령북로                                                               | 보령시                                   | 국도 제21, 40호선 구간                                                    |                                              |
| 관창2교 관창교                       |                                                                        | 보령시                                   | 국도 제21, 40호선 구간                                                    |                                              |
| 주교 교차로                          | 지방도 제610호선 (울계큰길)                                            | 보령시                                   | 주포면                                                                    | 국도 제21, 40호선 구간 지방도 제610호선 구간 |
| 충서로사거리                         | 관산공단길                                                             | 보령시                                   | 주포면                                                                    | 국도 제21, 40호선 구간 지방도 제610호선 구간 |
| 관산사거리                           | 주포역길                                                               | 보령시                                   | 주포면                                                                    | 국도 제21, 40호선 구간 지방도 제610호선 구간 |
| 봉당삼거리                           | 원당길                                                                 | 보령시                                   | 주포면                                                                    | 국도 제21, 40호선 구간 지방도 제610호선 구간 |
| 주포사거리                           | 국도 제40호선 (충청수영로) 보령읍성길                                  | 보령시                                   | 주포면                                                                    | 국도 제21, 40호선 구간 지방도 제610호선 구간 |
| 마강삼거리                           | 밖강술길                                                               | 보령시                                   | 주포면                                                                    | 국도 제21호선 구간 지방도 제610호선 구간     |
| 통남사거리                           | 아현정전길                                                             | 보령시                                   | 청소면                                                                    | 국도 제21호선 구간 지방도 제610호선 구간     |
| 아현교                               |                                                                        | 보령시                                   | 청소면                                                                    | 국도 제21호선 구간 지방도 제610호선 구간     |
| 청소 교차로                          | 지방도 제610호선 (청소큰길)                                            | 보령시                                   | 청소면                                                                    | 국도 제21호선 구간 지방도 제610호선 구간     |
| 정전교 진죽3교                       |                                                                        | 보령시                                   | 청소면                                                                    | 국도 제21호선 구간                           |
| 진죽사거리                           | 송덕신송길 청소큰길                                                    | 보령시                                   | 청소면                                                                    | 국도 제21호선 구간                           |
| 재정교                               |                                                                        | 보령시                                   | 청소면                                                                    | 국도 제21호선 구간                           |
| 재정삼거리                           | 김좌진로                                                               | 보령시                                   | 청소면                                                                    | 국도 제21호선 구간                           |
| 마동삼거리                           | 마동3길                                                                | 보령시                                   | 청소면                                                                    | 국도 제21호선 구간                           |
| 죽림 교차로                          | 광천로 김좌진로                                                        | 보령시                                   | 청소면                                                                    | 국도 제21호선 구간                           |
| 천수만교                             |                                                                        | 보령시                                   | 청소면                                                                    | 국도 제21호선 구간                           |
| 홍성군                               | 광천읍                                                                 |                                          |                                                                           | 국도 제21호선 구간                           |
| 홍성군                               | 광천읍                                                                 | 은하2교                                  |                                                                           | 국도 제21호선 구간                           |
| 홍성군                               | 광천읍                                                                 | 옹암 교차로                              | 광천로                                                                    | 국도 제21호선 구간                           |
| 홍성군                               | 광천읍                                                                 | 단아래사거리                             | 국가지원지방도 제96호선 (홍남로)                                          | 국도 제21호선 구간                           |
| 홍성군                               | 광천읍                                                                 | 신진삼거리                               | 광천로                                                                    | 국도 제21호선 구간                           |
| 홍성군                               | 광천읍                                                                 | 신진교                                   |                                                                           | 국도 제21호선 구간                           |
| 홍성군                               | 대신교 지정교                                                          |                                          | 구항면                                                                    | 국도 제21호선 구간                           |
| 홍성군                               | 지정삼거리                                                             | 거북로                                   | 구항면                                                                    | 국도 제21호선 구간                           |
| 홍성군                               | 산업단지삼거리                                                         | 충서로966번길                            | 구항면                                                                    | 국도 제21호선 구간                           |
| 홍성군                               | 마온 교차로                                                            | 국도 제21호선 국도 제29호선 (남부순환로) | 구항면                                                                    | 국도 제21호선 구간                           |
| 홍성군                               | 남장삼거리                                                             | 대학길                                   | 홍성읍                                                                    |                                              |
| 홍성군                               | 옥암3 교차로                                                           | 남장로 문화로                            | 홍성읍                                                                    |                                              |
| 홍성군                               | 옥암2 교차로                                                           | 내포로                                   | 홍성읍                                                                    |                                              |
| 홍성군                               | 신촌삼거리                                                             | 조양로33번길                             | 홍성읍                                                                    |                                              |
| 홍성군                               | 소월교                                                                 |                                          | 홍성읍                                                                    |                                              |
| 홍성군                               | 소향삼거리                                                             | 홍덕서로                                 | 홍성읍                                                                    |                                              |
| 홍성군                               | 덕산통사거리                                                           | 도청대로 조양로103번길                   | 홍성읍                                                                    |                                              |
| 홍성군                               | 홍성고사거리                                                           | 조양로143번길 충서로1575번길             | 홍성읍                                                                    |                                              |
| 홍성군                               | 의사1교                                                                |                                          | 홍성읍                                                                    |                                              |
| 홍성군                               | 대교사거리                                                             | 지방도 제609호선 (의사로)                | 홍성읍                                                                    | 지방도 제609호선 구간                        |
| 홍성군                               | 대교1 교차로                                                           | 지방도 제609호선 (용봉로) 의사로36번길   | 홍성읍                                                                    | 지방도 제609호선 구간                        |
| 홍성군                               | 홍양교                                                                 |                                          | 홍성읍                                                                    |                                              |
| 홍성군                               | 금마면                                                                 |                                          |                                                                           |                                              |
| 홍성군                               | 장성 교차로                                                            | 국도 제21호선 (남부순환로)               | 국도 제21호선 구간                                                        |                                              |
| 홍성군                               | 장성삼거리                                                             | 홍양길                                   | 국도 제21호선 구간                                                        |                                              |
| 홍성군                               | 금마교                                                                 |                                          | 국도 제21호선 구간                                                        |                                              |
| 홍성군                               | 신곡사거리                                                             | 충서로1910번길                           | 국도 제21호선 구간                                                        |                                              |
| 홍성군                               | 배양삼거리                                                             | 지방도 제616호선 (금마로)                | 국도 제21호선 구간                                                        |                                              |
| 홍성군                               | 화양삼거리                                                             | 금북로                                   | 국도 제21호선 구간                                                        |                                              |
| 홍성군                               | 부평사거리                                                             | 광금북로                                 | 국도 제21호선 구간                                                        |                                              |
| 홍성군                               | 대교                                                                   |                                          | 국도 제21호선 구간                                                        |                                              |
| 홍성군                               | 대교 교차로                                                            | 봉수산로                                 | 국도 제21호선 구간                                                        |                                              |
| 홍성군                               | (이름 없음)                                                            | 매죽헌길                                 | 국도 제21호선 구간                                                        | 홍북면                                       |
| (이름 없음)                          | 응봉로                                                                 | 예산군                                   | 국도 제21호선 구간                                                        | 응봉면                                       |
| 응봉사거리                           | 지방도 제619호선 (예당로)                                              | 예산군                                   | 국도 제21호선 구간                                                        | 응봉면                                       |
| 노화교                               |                                                                        | 예산군                                   | 국도 제21호선 구간                                                        | 응봉면                                       |
| 응봉2 교차로                         | 지방도 제602호선 (충남대로)                                            | 예산군                                   | 국도 제21호선 구간                                                        | 응봉면                                       |
| 예산수덕사 나들목                    | 30호선 서산영덕고속도로                                                | 예산군                                   | 국도 제21호선 구간                                                        | 오가면                                       |
| 면허시험장사거리                     | 국사봉로 오신로                                                        | 예산군                                   | 국도 제21호선 구간                                                        | 오가면                                       |
| 역탑1교 예산과선교                   |                                                                        | 예산군                                   | 국도 제21호선 구간                                                        | 오가면                                       |
| 오가사거리                           | 오가중앙로 신장원평길                                                  | 예산군                                   | 국도 제21호선 구간                                                        | 오가면                                       |
| 신원 교차로                          | 예산산업단지로                                                         | 예산군                                   | 국도 제21호선 구간                                                        | 오가면                                       |
| 예산대교                             |                                                                        | 예산군                                   | 국도 제21호선 구간                                                        | 오가면                                       |
| 예산읍                               |                                                                        | 예산군                                   | 국도 제21호선 구간                                                        |                                              |
| 무한 교차로                          | 국도 제32호선 국가지원지방도 제70호선 지방도 제618호선 (차동로) 예산로 | 예산군                                   | 국도 제21, 32호선 구간 국가지원지방도 제70호선 구간 지방도 제618호선 구간 |                                              |
| 예산지하차도                         | 금오대로                                                               | 예산군                                   | 국도 제21, 32호선 구간 국가지원지방도 제70호선 구간 지방도 제618호선 구간 |                                              |
| 발연 교차로                          | 지방도 제618호선 (황금뜰로) 발연로                                     | 예산군                                   | 국도 제21, 32호선 구간 국가지원지방도 제70호선 구간 지방도 제618호선 구간 |                                              |
| 석양 교차로                          | 국도 제45호선 국가지원지방도 제70호선 (윤봉길로)                       | 예산군                                   | 국도 제21, 32, 45호선 구간 국가지원지방도 제70호선 구간                   |                                              |
| 관작로삼거리                         | 관작로                                                                 | 예산군                                   | 국도 제21, 32, 45호선 구간                                                |                                              |
| 관작삼거리                           | 신례원로                                                               | 예산군                                   | 국도 제21, 32, 45호선 구간                                                |                                              |
| 신례원1교                            |                                                                        | 예산군                                   | 국도 제21, 32, 45호선 구간                                                |                                              |
| 창소사거리                           | 창말로 추사로                                                          | 예산군                                   | 국도 제21, 32, 45호선 구간                                                |                                              |
| 점촌삼거리                           | 신례원로                                                               | 예산군                                   | 국도 제21, 32, 45호선 구간                                                |                                              |
| 창소육교 임성교                      |                                                                        | 예산군                                   | 국도 제21, 32, 45호선 구간                                                |                                              |
| 간양 교차로                          | 국도 제32호선 (예당평야로) 벚꽃로                                      | 예산군                                   | 국도 제21, 32, 45호선 구간                                                |                                              |
| 온천대로와 직결                      |                                                                        |                                          |                                                                           |                                              |

## 주요 건물 및 시설
- 서천장례식장 (충청남도 서천군 종천면 충서로 179)
- 종천치안센터 (충청남도 서천군 종천면 충서로 442)
- 비남초등학교 (폐교, 충청남도 서천군 비인면 충서로 731)
- 관리보건진료소 (충청남도 서천군 비인면 충서로 748)
- 주산면 행정복지센터, 주산보건지소 (충청남도 보령시 주산면 충서로 389-6)
- 주산농협 (충청남도 보령시 주산면 충서로 408)
- 주산치안센터 (충청남도 보령시 주산면 충서로 410-5)
- 주산도서관 (충청남도 보령시 주산면 충서로 411)
- 주산우체국 (충청남도 보령시 주산면 충서로 411-7)
- 주산초등학교 (충청남도 보령시 주산면 충서로 416)
- 웅천의용소방대 (충청남도 보령시 웅천읍 충서로 867)
- 웅천파출소 (충청남도 보령시 웅천읍 충서로 928)
- 웅천보건지소 (충청남도 보령시 웅천읍 충서로 939-4)
- 웅천119안전센터 (충청남도 보령시 웅천읍 충서로 947)
- 웅천초등학교 (충청남도 보령시 웅천읍 충서로 1035)
- 웅천장례식장 (충청남도 보령시 웅천읍 충서로 1141)
- 남포우체국 (충청남도 보령시 남포면 충서로 1839-8)
- 남포면 행정복지센터 (충청남도 보령시 남포면 충서로 1839-20)
- 남포치안센터 (충청남도 보령시 남포면 충서로 1846)
- 광천119안전센터 (충청남도 홍성군 광천읍 충서로 354)
- 홍주여객 (충청남도 홍성군 광천읍 충서로 487)
- 한국폴리텍대학 충남캠퍼스 (충청남도 홍성군 홍성읍 충서로 1200)
- 홍성경찰서 (충청남도 홍성군 홍성읍 충서로 1254)
- 옥암119안전센터 (충청남도 홍성군 홍성읍 충서로 1258)
- KBS 홍성방송센터 (충청남도 홍성군 홍성읍 충서로 1373)
- 한국전력공사 홍성지사 (충청남도 홍성군 홍성읍 충서로 1417-6)
- 금마119지역대 (충청남도 홍성군 금마면 충서로 2071)
- 충청남도농업기술원 예산국화시험장 (충청남도 예산군 오가면 충서로 673)